# Campanha presidencial de Padre Kelmon em 2022
A campanha presidencial de Padre Kelmon em 2022 foi oficializada em 1.º de setembro de 2022, tendo Pastor Luiz Cláudio Gamonal como candidato a vice-presidente.

Os partidos políticos tiveram até 15 de agosto de 2022 para registrar formalmente os seus candidatos. No dia 1.º de agosto de 2022, foi anunciada na convenção nacional do partido a candidatura de Roberto Jefferson e logo em seguida a convenção oficializou a chapa formada por Jefferson e Kelmon. No dia 1.º de setembro de 2022, ocorreu o indeferimento da candidatura de Roberto Jefferson pelo Tribunal Superior Eleitoral por unanimidade por ele estar inelegível até o fim de 2023 devido à condenação no Mensalão em 2013.. Padre Kelmon, então candidato a vice-presidente, foi escolhido pelo PTB como candidato à Presidência.
Padre Kelmon apresentou ao Tribunal Superior Eleitoral o mesmo plano de Roberto Jefferson, que cita a valorização de Deus, da família e da liberdade, prometendo intensificar a agenda de privatizações, convocar uma nova Assembleia Constituinte, reduzir a carga tributária, pôr fim à estabilidade dos servidores públicos, proibir a legalização, plantio, cultivo e comercialização da maconha e criminalizar a "cristofobia".
Em sua primeira participação em um debate televisivo, no SBT, Kelmon frequentemente elogiou e defendeu o presidente Jair Bolsonaro, atuando como seu aliado. Após a transmissão, Kelmon se tornou popular na Internet e foi comparado ao candidato de 2018 Cabo Daciolo, o que Kelmon disse que seria uma "ofensa".
Durante sua participação no debate da TV Globo em 29 de setembro, Padre Kelmon voltou a elogiar e defender o presidente Bolsonaro. Também se envolveu em discussão com o ex-presidente Lula, em que foi chamado de "impostor", "candidato laranja" e "fariseu", e a senadora Soraya Thronicke, sendo chamado de "padre de festa junina" e perguntado se "teria medo de ir para o Inferno". Tais falas geraram repercurssão na internet e memes.

## Candidatos
Os seguintes políticos anunciaram suas candidaturas. Os partidos políticos tiveram até 15 de agosto de 2022 para registrar formalmente os seus candidatos.
| Partido Trabalhista Brasileiro |                      |
|                                |                      |
| [[Padre Kelmon\|Padre Kelmon]] | Pastor Gamonal       |
|                                |                      |
| para presidente                | para vice-presidente |
| Sacerdote                      | Pastor               |
| [ 1 ]                          |                      |

## Resultado da eleição

### Eleições presidenciais
| Ano de eleição | Candidato    | Primeiro turno      | Primeiro turno      | Segundo turno       | Segundo turno       |
| Ano de eleição | Candidato    | # do total de votos | % do total de votos | # do total de votos | % do total de votos |
| -------------- | ------------ | ------------------- | ------------------- | ------------------- | ------------------- |
| 2022           | Padre Kelmon | 81.129              | 0,07%               | Não concorreu       | Não concorreu       |